# Т-90М
Т-90М «Прорыв» (Объект 188М «Прорыв-3») — глубокая модернизация российского ОБТ Т-90 принятая на вооружение в 2021 году. Семейство Т-90 результат глубокой модернизации ОБТ Т-72Б (Индекс, Объект-184). Т-90М оснащен современным ВДЗ "Реликт" и ПНМ "Сосна-У".

## История
Разработан по инициативе Уральского конструкторского бюро транспортного машиностроения в рамках НИОКР «Прорыв-3», в результате модернизации ОКР программы «Прорыв-2». Целью которой была комплексная модернизация танка, охватывающая практически все основные системы. В основу модернизации танка были положены удачные инженерно-технические решения танков Т-90АМ и Т-90СМ. Результатом работы стал танк, получивший название Т-90М. Также учли войсковой опыт эксплуатации этих машин и их недостатки. Работа по конструированию танка Т-90М «Объект 188М» стартовала в начале 2010-х годов. Впервые танк был представлен публике на международном военно-техническом форуме «Армия-2018».
В 2017—2019 годах Минобороны России заключило три контракта на поставку танков Т-90М суммарным объёмом свыше 160 машин. Первые два контракта на поставку 60 машин, из которых 10 — новых и 50 — модернизированных, из Т-90 ранних модификаций. Третий контракт на модернизацию стоящих на вооружении Т-90А до уровня Т-90М. Первые машины Т-90М были переданы в ВС России весной 2020 года. В том же году танк был принят на вооружение России. В начале 2021 года УВЗ приступил к серийному производству и поставкам для нужд Минобороны России танков Т-90М.

## Описание
Средства наблюдения и связи
Установлена новая башня, оснащённая системой управления огнём «Калина» с интегрированной боевой информационно-управляющей системой тактического звена.
Вооружение и броня
Установлен новый автомат заряжания способный использовать боеприпасы большего удлинения такие как 3БМ59 и 3БМ60 «Свинец (снаряд)», модернизированная пушка 2А46М-5, калибра 125 миллиметров и дистанционно управляемая 12.7-мм зенитная установка «УДП Т05БВ-1». Особое внимание было уделено улучшению возможностей командира по поиску целей и управлению огнём, которые теперь одинаково эффективны и днём и ночью.
В арсенал машины входят гладкоствольная пушка 2А46М-5 калибра 125 миллиметров и дистанционно управляемая зенитная пулеметная установка.
Танк оснащён модульной динамической защитой третьего поколения: установлена динамическая защита «Реликт» вместо «Контакт-5». Убран антинейтронный надбой и заменён на огнестойкий противоосколочный материал типа кевлар, а также улучшена система пожаротушения.
В экспортном варианте танка — Т-90МС — по желанию заказчика может устанавливаться КАЗ «Арена-Э»; у неё тот же принцип действия, но более ограниченная функциональность.
Двигатель и управление

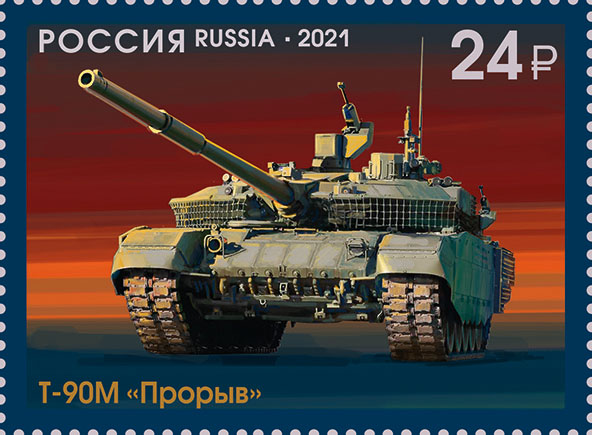
Серия «История отечественного танкостроения». Т-90М «Прорыв»

В форсированном двигателе В-92С2Ф мощностью 1130 л. с. установлены новые насос и форсунки, усиленные шатуны и пальцы, усилена конструкция картеров, улучшено качество литья. При производстве коленчатого вала стало использоваться азотирование. Улучшенный воздухоочиститель с увеличенным ресурсом. Обновлена система защиты и оповещения экипажа при нештатной работе двигателя. В-92С2Ф2 запускается при минимальной температуре холодного пуска −20 °С. Амплитуда запуска в промежутке от −50 °С до +50 °С. Максимальная высота эксплуатации — до 3000 метров над уровнем моря. Масса двигателя — 1,07 тонны. Удельная мощность — 0,72 кВт/кг (0,98 л. с./кг).
Выхлопная система расположена в надгусеничном патрубке для уменьшения температуры корпуса и заметности танка для систем ИК-наведения. 
Впервые в российском основном танке применена система автоматического переключения передач (с возможностью перехода на ручную).

## Производство
Согласно оценкам RUSI, к концу 2023 года российская промышленность вышла на производство 300 Т-90М и Т72Б3М (Т-72Б3 обр. 2022) танков суммарно в год.
По оценкам IISS, Россия производила 40 Т-90М в год до начала полномасштабного вторжения, в 2023 году их производство вышло на уровень 60-70 штук в год. Однако из четырёх произведённых Т-90М (и до начала вторжения, и во время него) каждые три производились путём улучшения Т-90А, взятых с хранения, и только один строился с нуля. На начало 2024 года у ВС РФ по данным Military Balance оставалось 50 Т-90А на хранении и ещё 100 на службе в боевых подразделениях. По мнению агентства, несмотря на увеличение производства новых танков по сравнению с выпуском мирного времени, поставка достаточного количества танков, чтобы компенсировать высокие темпы их потерь становится всё более сложной задачей с учетом того, что количество хранящихся танков Т-90А, не требующих значительного ремонта, стремительно сокращается.
Согласно данным западных разведок, к 2025 году Россия существенно нарастила выпуск основной боевой техники — производство танков Т-90М достигло порядка 300 единиц в год. Одновременно, по словам высокопоставленного финского военного чиновника, большая часть новых танков не поступает непосредственно на фронт в Украине. Вместо этого они остаются на территории России, выступая в качестве стратегического резерва на случай потенциального конфликта России с государствами — членами НАТО. По данным независимых обозревателей CIT в 2022 году было произведено 60—70 танков Т-90М, 140—180 танков в 2023 году и 280 танков в 2024 году.

## Потенциальные заказчики
- Египет планирует открыть свой завод для сборки 500 единиц Т-90М[16].

## Варианты
- Т-90AМ
- Т-90МС

## Операторы
- Россия: 120 единиц Т-90М в Сухопутных войсках по состоянию на 2024 год[17].
- Украина: некоторое количество из числа захваченных в ходе вторжения России на Украину, состоят на вооружении Национальной гвардии Украины по состоянию на 2024 год[18]

## Боевое применение
По данным SVD, для вторжения на Украину весной 2022 года было мобилизовано около 20 танков Т-90М. Как минимум две единицы было уничтожено. Минимум два танка было захвачено: один танк был подбит из гранатомета «Карл Густав» версии М4. Ранее уже сообщалось о подбитии другого Т-90М. В сентябре 2022 в ходе контрнаступления под Изюмом ВСУ захватили почти невредимый (без одной гусеницы) образец Т-90М в КССЗ «Накидка», еще один Т-90М был захвачен в начале декабря.
К середине января 2023 года российские войска потеряли не менее 10 танков Т-90М, из которых, как минимум, два были подбиты из ручных гранатомётов, что указывает на то, что комплекс активной защиты танка эффективен не во всех случаях. Танк унаследовал слабые места всех танков серии Т-72: низ башни и маска орудия уязвимы для противотанковых снарядов и ПТУР. Однако, некоторые специалисты считают основной причиной потерь Т-90М не технические недостатки, а использование их без поддержки пехоты. 
По состоянию на март 2023 года имелись подтверждения уничтожения 15 танков Т-90М. К июню 2023 Россия потеряла не менее 22 танков Т-90М. К началу 2024 года по данным проекта Oryx с начала полномасштабного вторжения только визуально подтверждёнными Россия потеряла (уничтоженными, захваченными и повреждёнными) не менее 55 танков Т-90М. 
11 января 2024 года в районе Степового под Авдеевкой два БМП «Брэдли» M2A2-ODS 47-й омехбр (действуя по очереди) в прямом боестолкновении вывели из строя российский танк Т-90М «Прорыв», хотя с точки зрения номинальных характеристик оружия у российского танка было большое преимущество по броне и огневой мощи, путем уничтожения приборов наблюдения фугасными снарядами и повреждения двигателя, экипаж оставил обездвиженный танк на поле боя, который позже был уничтожен FPV-дроном, а механик-водитель российского танка был взят в плен. 
15 февраля ВС РФ потеряли сразу 4 Т-90М повреждёнными и оставленными во время неудачной атаки на посёлок Терны Донецкой области. 
11 июля 68-я оебр смогла захватить без боя брошенный после неудачного штурма Т-90М в рабочем состоянии. 
16 июля количество зафиксированных на фото или видео потерь Т-90М достигло 100 танков, из них 5 — захвачены ВСУ в рабочем состоянии. 
15 августа того же года в ходе наступления ВСУ в Курской области был захвачен ещё один Т-90М в рабочем состоянии. 
Несмотря на то, что на май 2024 года танки Т-90М остаются самыми современными танками в рамках полномасштабного вторжения, они не смогли оказать существенного влияния на ход боевых действий на Украине. У них присутствуют все те же недостатки, какие есть у более старых советских танков. Среди них, например, низкая скорость заднего хода, не позволяющая оперативно покинуть опасную зону, не подставляя при этом уязвимую заднюю часть танка под удар. Танки Т-90М в ходе войны неоднократно поражались гораздо более старым или более дешёвым оружием, а их применение не привело к каким-либо значимым результатам.

## Галерея

На Международном военно-техническом форуме «АРМИЯ-2022»
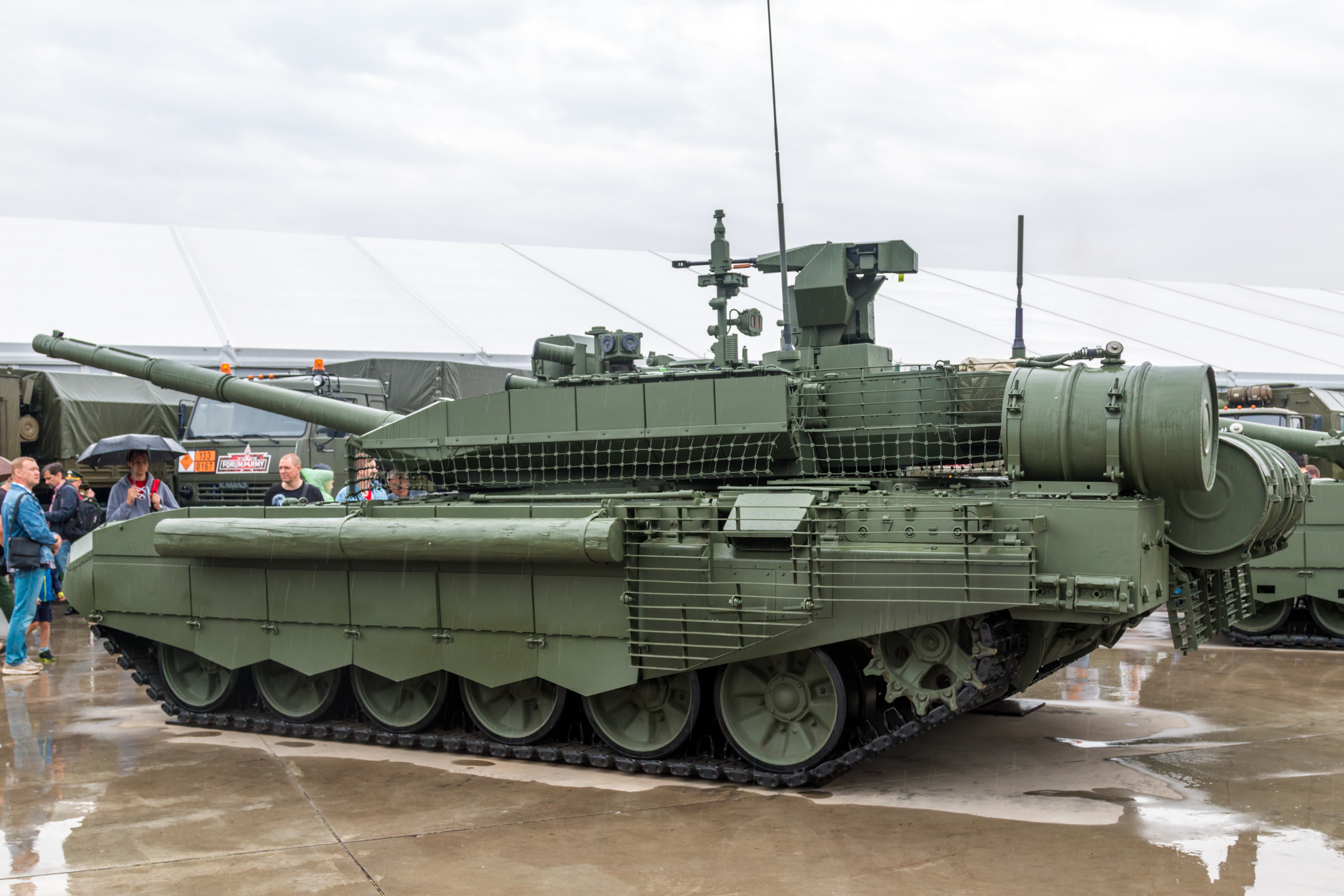
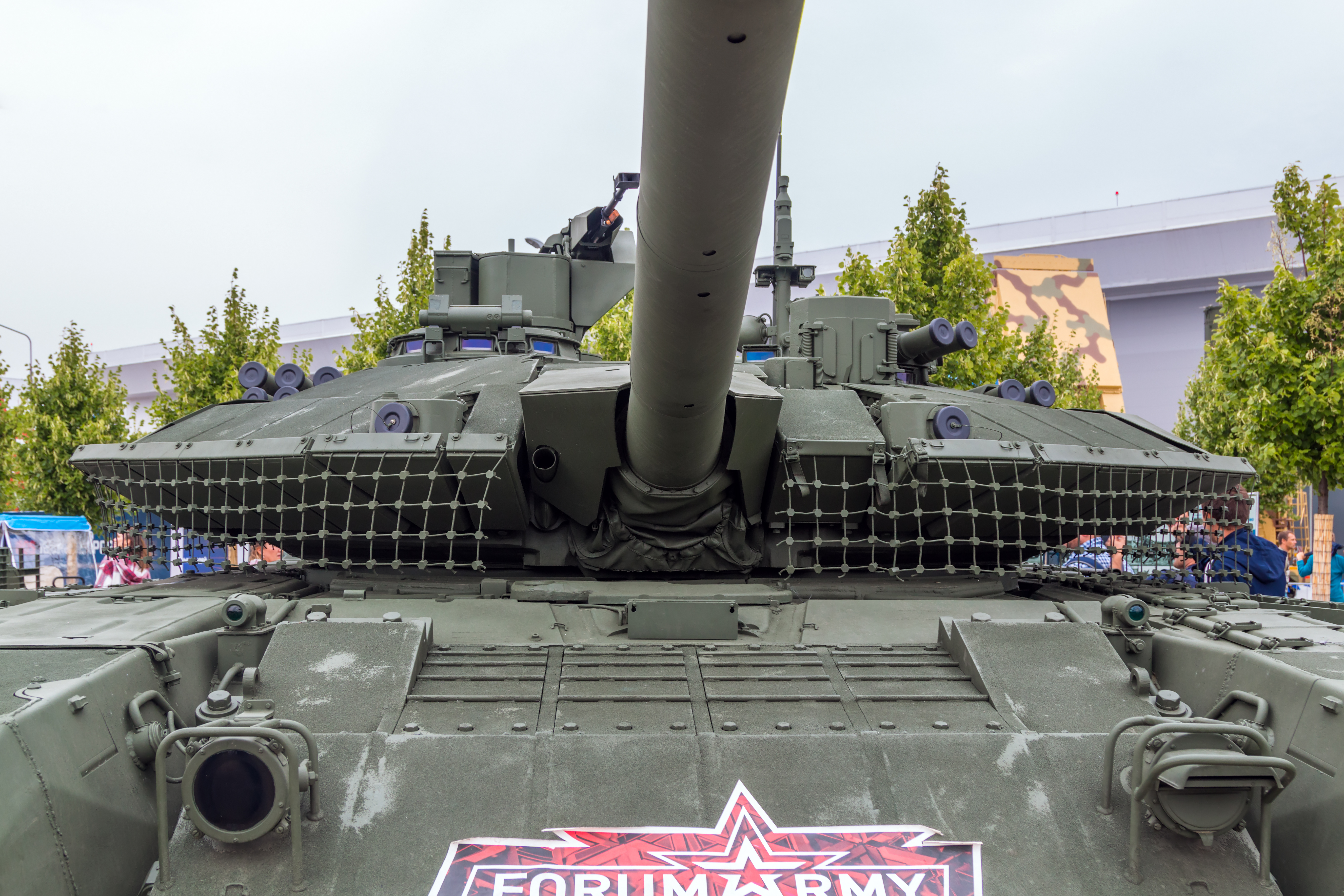
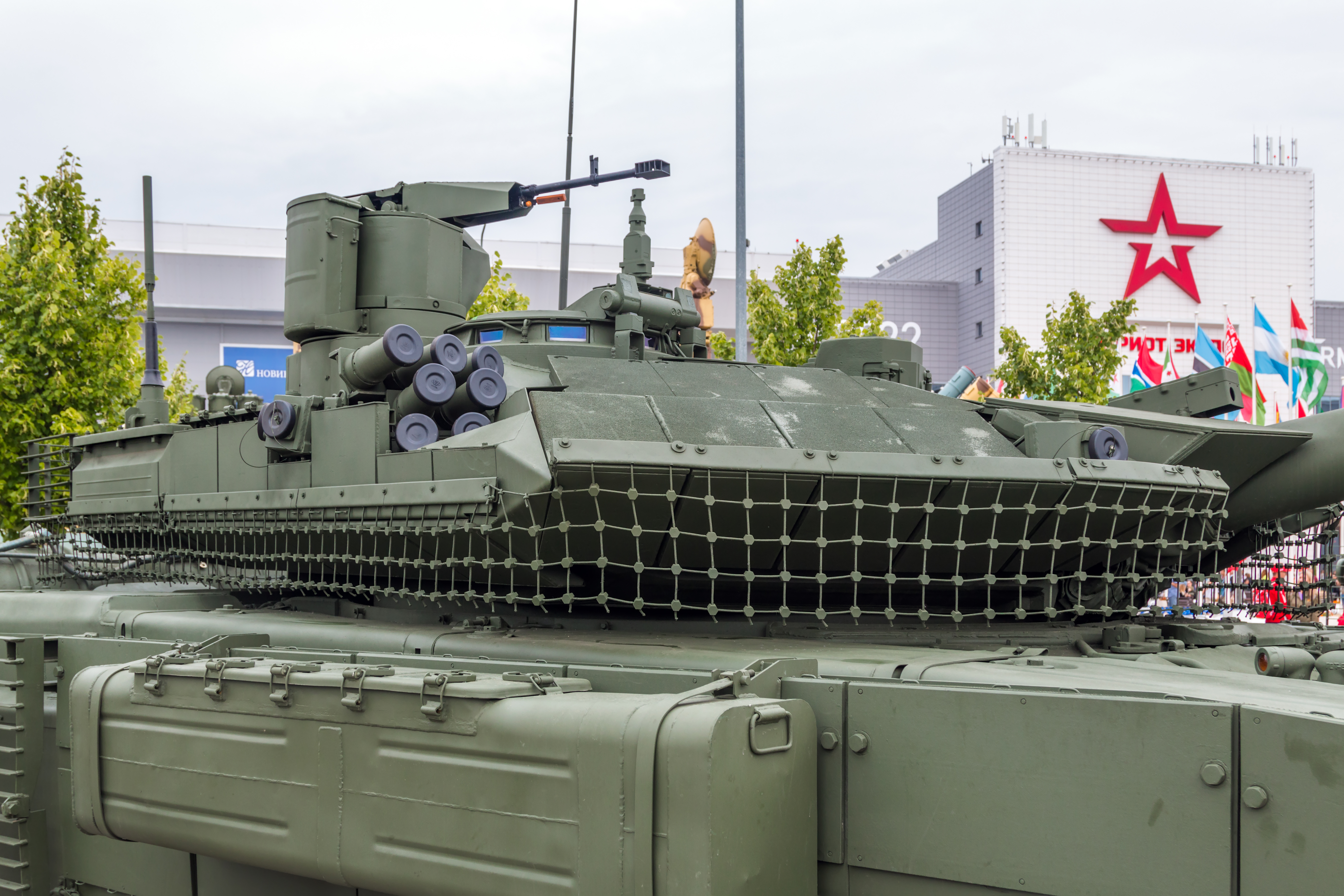
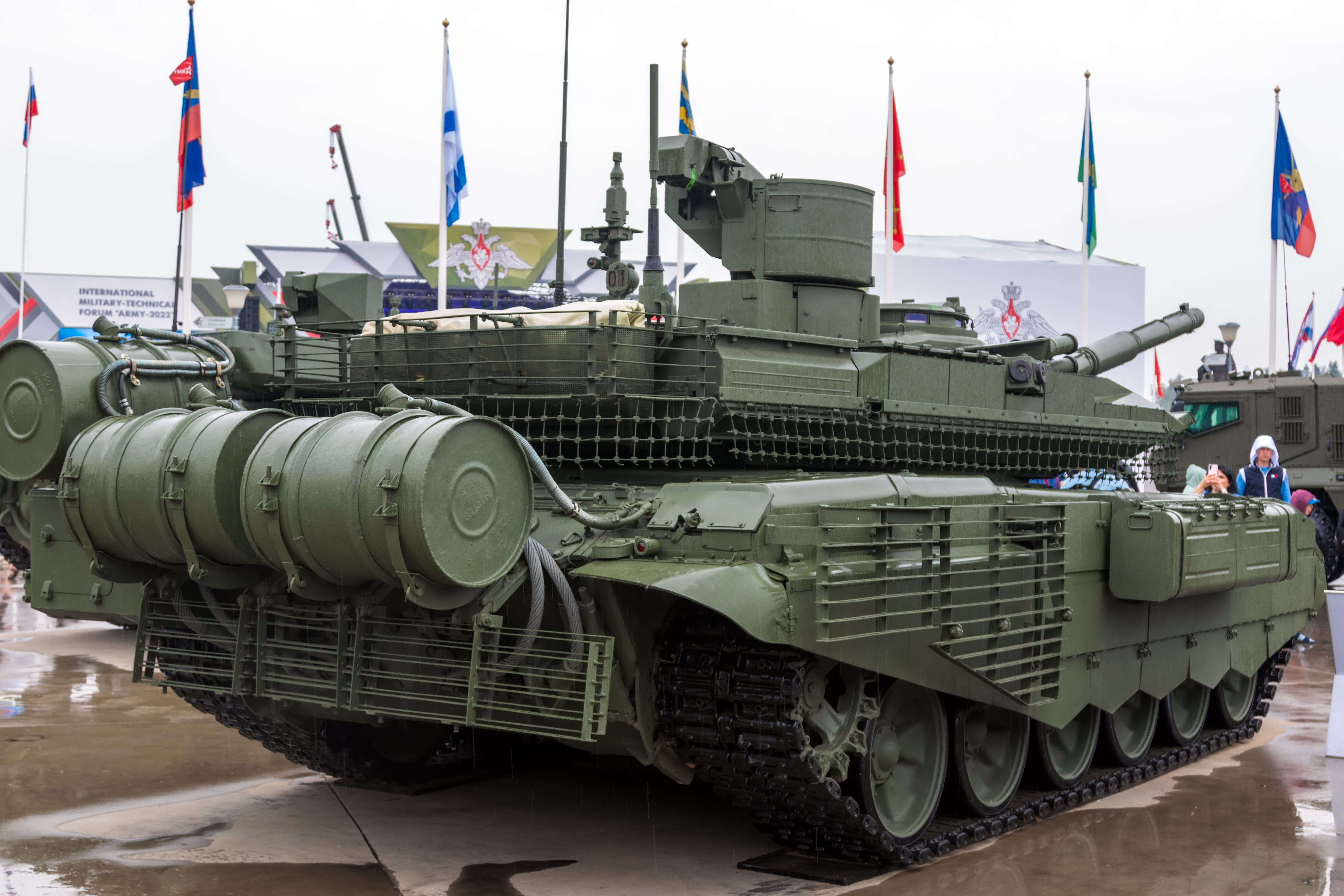
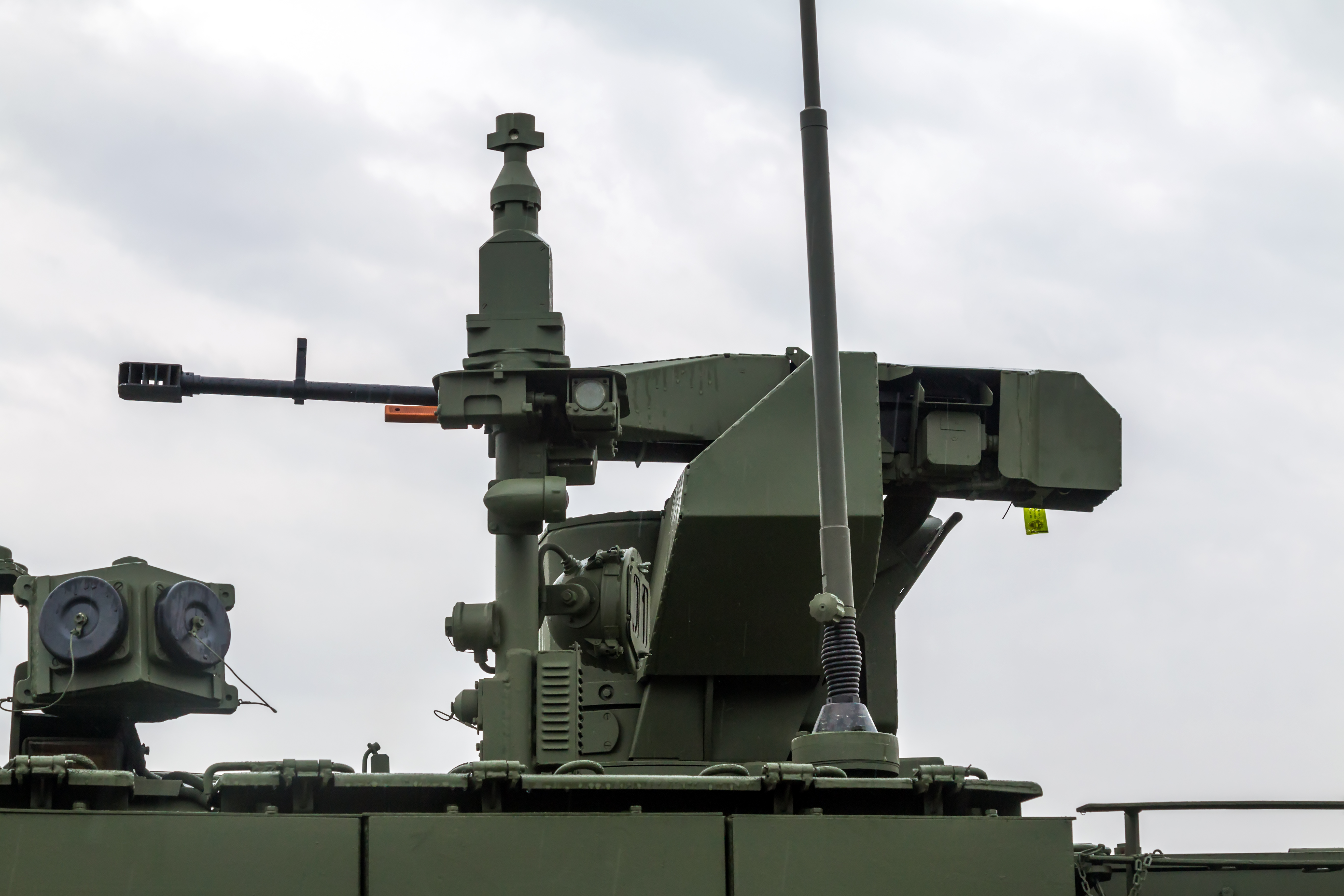

Другие изображения
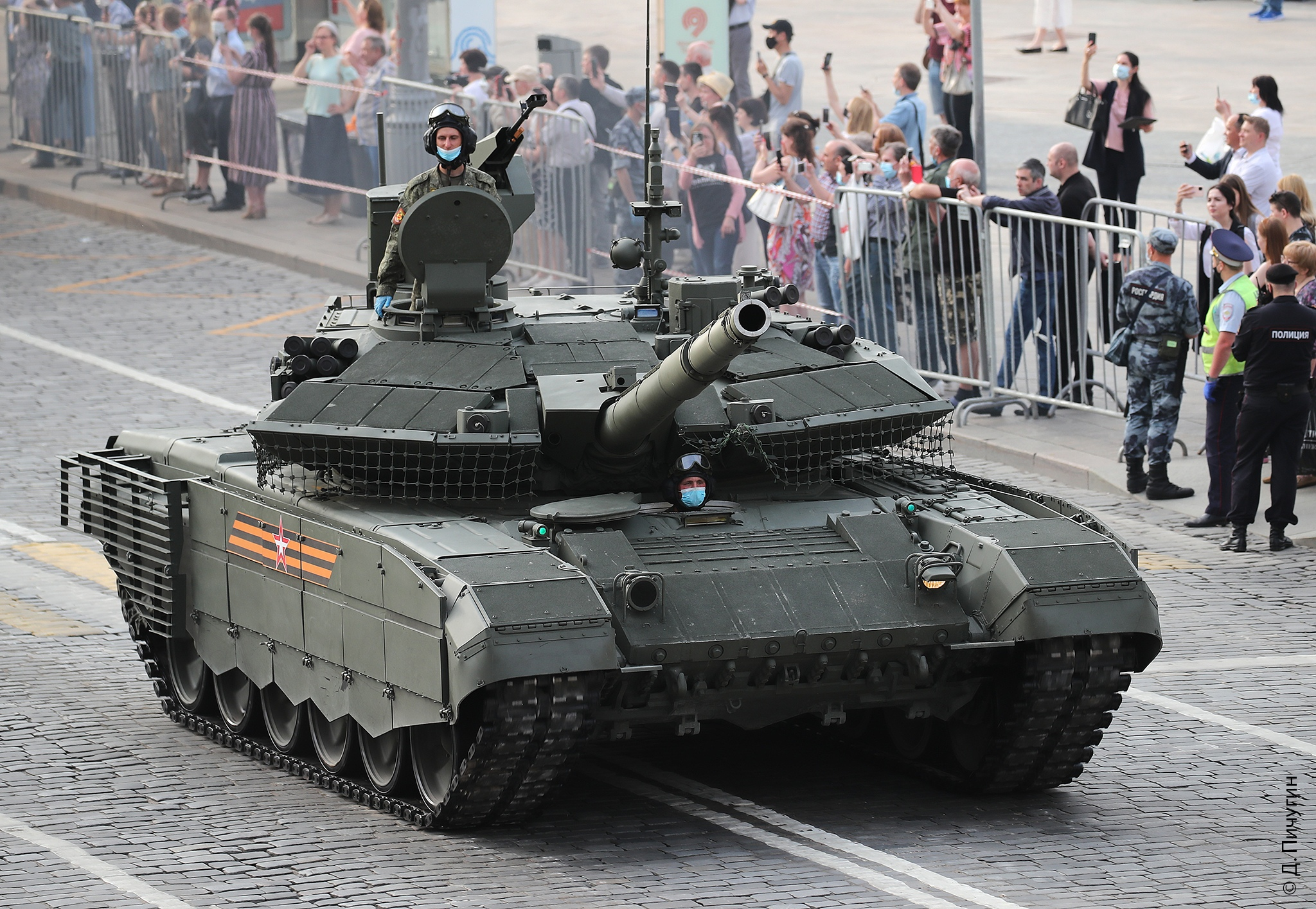
Т-90М на параде
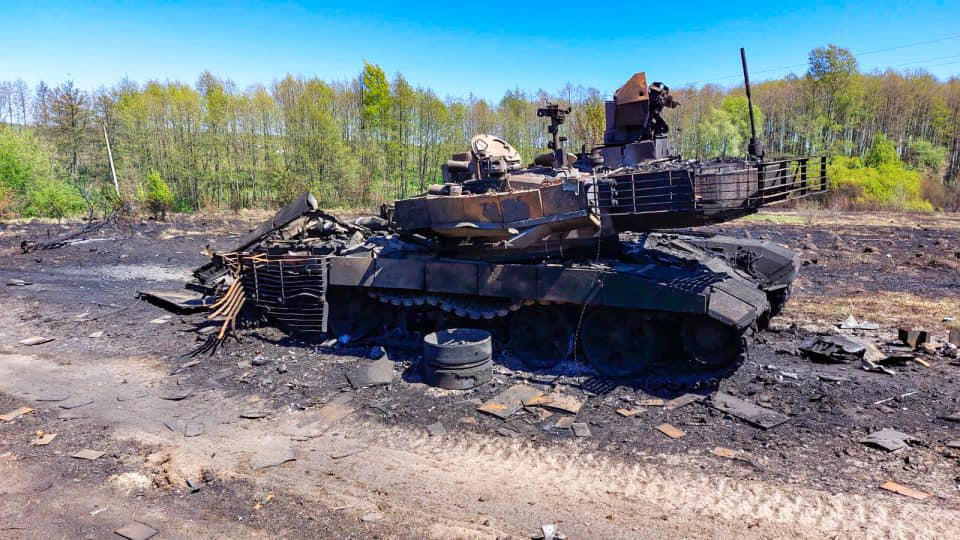
Уничтоженный Т-90М в Харьковской области, май 2022 года
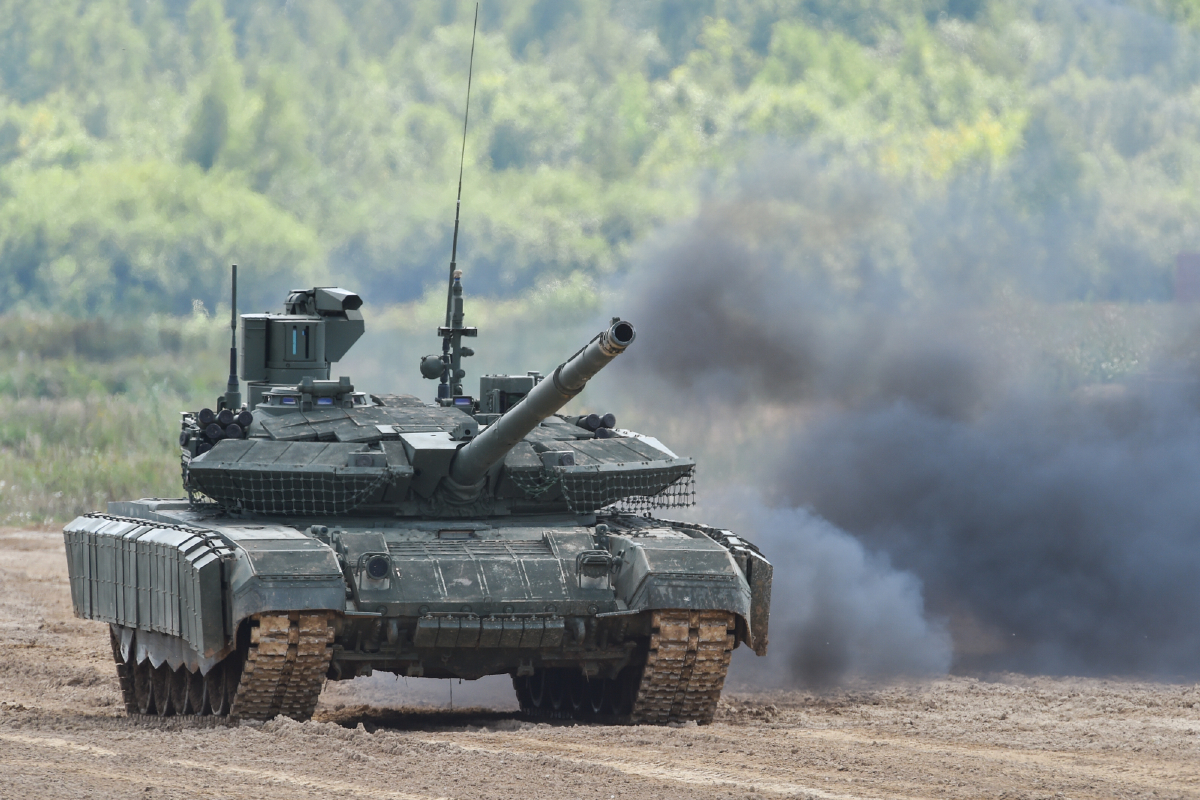
T-90M в версии 2023 года
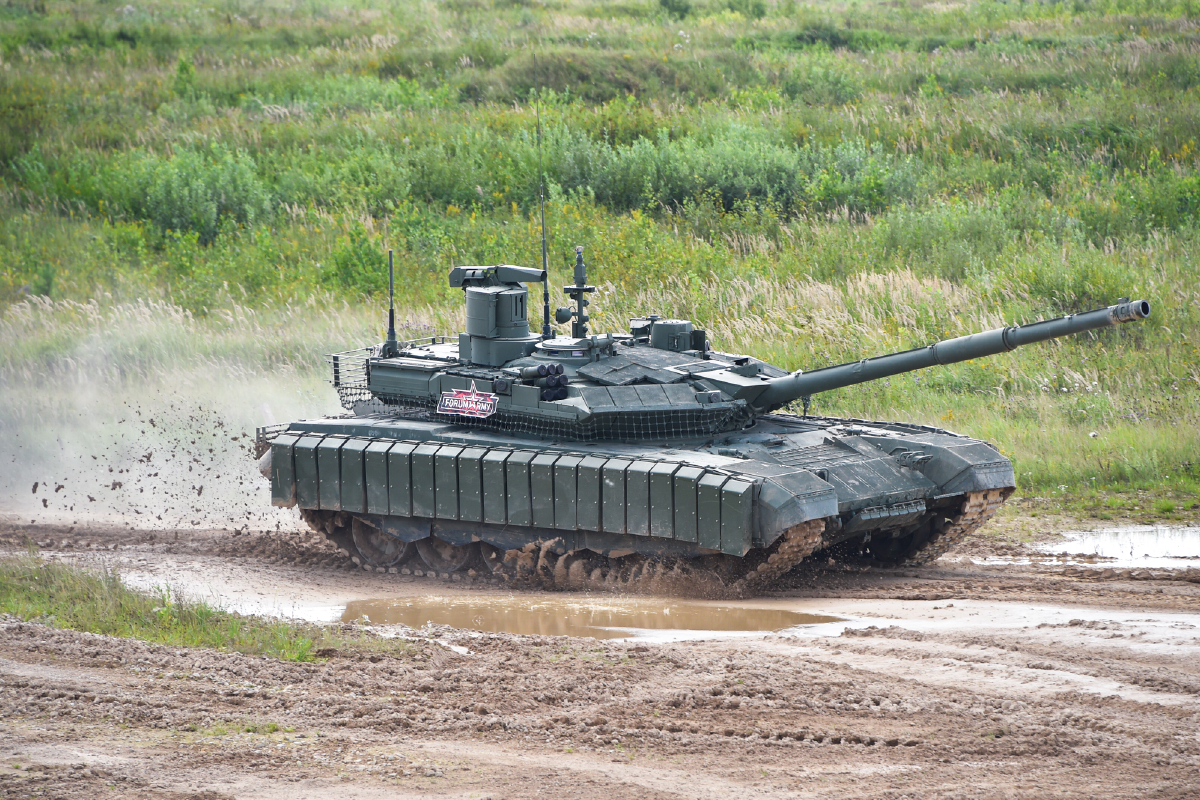
T-90M в версии 2023 года